# Miloslav Míka
Miloslav Míka (* 5. března 1980) je český odborník v oblasti informačních technologií, manažer a piercer, jenž je v prostředí této subkultury znám pod přezdívkou Míla Bugtcher. K roku 2020 patřil mezi členy Asociace profesionálních tatérů a piercerů.

## Život
Na pražské Vysoké škole finanční a správní vystudoval obor „Finanční řízení“. V roce 2004 založil piercingové a tetovací studio Hell.cz. Souběžně s ním až do roku 2022 pracoval na plný úvazek jako technik v oblasti informačních technologií. Je odborníkem na aplikaci genitálních piercingů, za nímž jezdí zájemci o tyto ozdoby jak z celé České republiky, tak rovněž ze střední Evropy, a dále se specializuje na propichování dětských oušek, které realizuje tak, že děti při tom necítí žádnou bolest.
Zálibu našel v BDSM, v němž pořádá jeden z největších evropských fetiš veletrhů nazvaný Prague Fetish Weekend a nabízí i BDSM konzultace jednotlivcům i párům. V této problematice spolupracoval rovněž s Národním ústavem duševního zdraví (NÚDZ).